# Brellochs-Reaktion

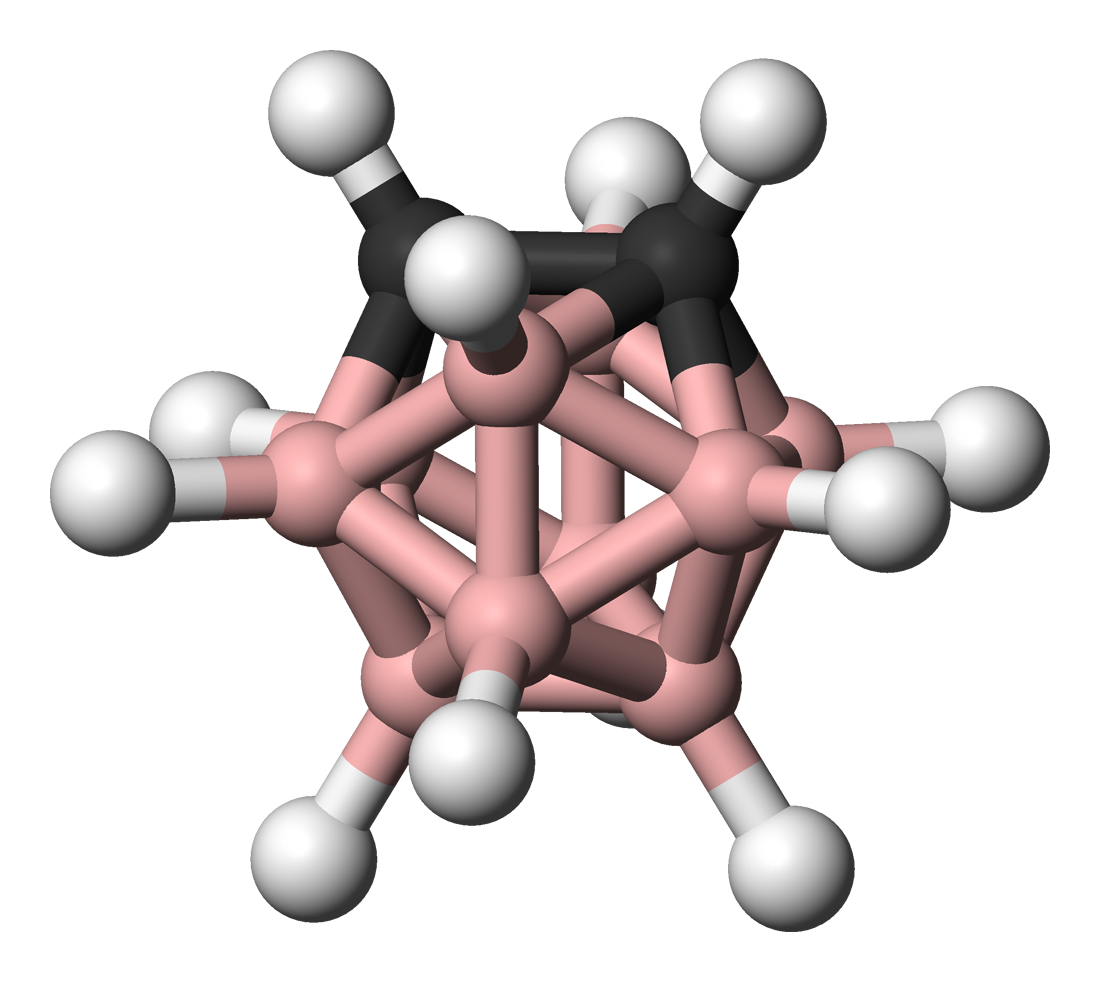
Struktur des o-Carboran (C_{2}B_{10}H_{12}), B-Atome rosa, C-Atome schwarz, H-Atome weiß

Unter der Brellochs-Reaktion versteht man eine Reaktion aus der Bor-Chemie zur Darstellung von Carboranen aus Boranen oder Boranaten durch Reaktion mit aliphatischen oder aromatischen Aldehyden oder Ketonen. Im Gegensatz zur Synthese von Carboranen aus Boranen und Alkinen entstehen dabei auch Substanzen, die nur ein Kohlenstoff-Atom im Borkäfig enthalten. Benannt wurde die Reaktion nach dem deutschen Bor-Chemiker Bernd Brellochs (München).
In den Untersuchungen zur Brellochs-Reaktion wurden substituierte arachno-Decaboranate mit käfigartiger Struktur wie 6,9-B10H12R1(OR2) verwendet; nach der Reaktion mit einem Aldehyd (R–CHO) oder Keton (R1–CO–R2) entstehen arachno-Carbadecaboranate (auch Carborane genannt), bei denen eines oder mehrere der Bor-Käfigatome durch ein Kohlenstoff-Atom ersetzt sind. Bei Verwendung von substituierten Aldehyden und Ketonen können so verschiedenste Derivate der Carborane erhalten werden:

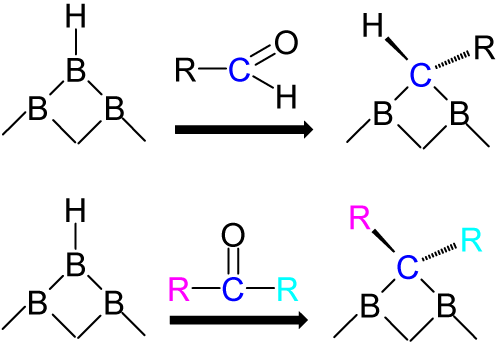
Brellochs-Reaktion mit Aldehyden (oben) und Ketonen (unten)